# Pougny, Nièvre
Pougny este o comună în departamentul Nièvre din centrul Franței. În 2009 avea o populație de 473 de locuitori.

## Evoluția populației
| An        | 1975 | 1982 | 1990 | 1999 | 2006 | 2009 |
| --------- | ---- | ---- | ---- | ---- | ---- | ---- |
| Populație | 388  | 354  | 402  | 398  | 449  | 473  |